# Buccochromis nototaenia
Buccochromis nototaenia är en fiskart som först beskrevs av George Albert Boulenger 1902.  Buccochromis nototaenia ingår i släktet Buccochromis och familjen Cichlidae. IUCN kategoriserar arten globalt som livskraftig. Inga underarter finns listade.